# Buk-gu, Daegu
Buk-gu (koreanska: 북구) är ett stadsdistrikt i staden Daegu i Sydkorea. Den ligger i den centrala delen av landet, 240 km sydost om huvudstaden Seoul.  Antalet invånare är 444 923 (2020).

## Administrativ indelning
Buk-gu består av 23 stadsdelar (dong):
Bokhyeon 1-dong,
Bokhyeon 2-dong,
Chilseong-dong,
Chimsan 1-dong,
Chimsan 2-dong,
Chimsan 3-dong,
Daehyeon-dong,
Dongcheon-dong,
Eupnae-dong,
Geomdan-dong,
Goseong-dong,
Guam-dong,
Gugu-dong,
Gwaneum-dong,
Gwanmun-dong,
Mutaejoya-dong,
Nowon-dong,
Sangyeok 1-dong,
Sangyeok 2-dong,
Sangyeok 3-dong,
Sangyeok 4-dong,
Taejeon 1-dong och
Taejeon 2-dong.